# Charaktere von Record of Lodoss War
Die Charaktere der japanischen Fantasy-Saga Record of Lodoss War sind nach dem klassischen Konzept von Pen-&-Paper-Rollenspielen aufgebaut, auf dem auch die Geschichte basiert: üblicherweise gibt es jeweils Gruppen von Charakteren, die innerhalb eines geschlossenen Abenteuers eine spezifische Aufgabe erfüllen müssen und dabei die besonderen Fähigkeiten der einzelnen Mitglieder (Krieger, Zauberer, Heiler etc.)  nutzen. Die Figuren sind dabei oft klischeehaft, wurden aber in manchen Fällen von den Autoren nach und nach mit einer komplexeren Persönlichkeit ausgestattet.
Einzelheiten in den Biografien der Charaktere differieren gelegentlich je nach Quelle.

## Heldengruppen

### Die Sechs Helden
Die Abenteuer der sogenannten Sechs Helden begründen die Geschichte von Lodoss und werden in der Manga-Reihe Lady von Pharis beschrieben.
Fawn (ファーン, Fān)
Einst war er mit Beld der Begründer der sechs Helden von Lodoss. Später wurde Fawn zum König von Valis und zum heftigsten Gegenspieler seines alten Kampfgefährten Beld, der Lodoss mit Gewalt unter ein Banner zwingen wollte. Fawn führt ein weißes Zauberschwert, das Gegenstück zu Belds Schwert. Beide Schwerter stehen miteinander in einer tiefen Verbindung.
Als er sein Reich einigte, musste er aus Gründen der Diplomatie seine neugeborene Tochter Fianna einem Verbündeten als Geisel stellen. Das fiel ihm so schwer, dass sein Vertrauter, der heilige Ritter Tessius, ihm anbot, sie inoffiziell zurückzuholen, was ihm auch gelang. Da er aber inoffiziell gehandelt hatte, ging er später an die Front und kam nie mehr zurück. Fawn fühlte sich seither schuldig. Erst als Tessius' Sohn Parn in Valis eintrifft, sieht er eine Chance, einen Teil seiner alten Schuld zu begleichen.
Als Beld nach  Allania und  Kanon auch  Valis angreift, stellt sich Fawn ihm entgegen. Beide sterben und Fawn wird auf Kashews Befehl hin wie alle anderen Krieger auf dem Schlachtfeld begraben, aber später findet in Valis eine ehrenvolle Trauerfeier für den König statt. Sein Schwert geht schließlich an Parn.
Beld (ベルド, Berudo)
Der Imperator der dunklen Insel Marmo war einst der Mitbegründer der Sechs Helden von Lodoss. Gemeinsam mit seinem besten Freund Fawn bewahrte er die Welt vor dem Dämonengott und so vor großem Übel. Er kam dabei jedoch zu der Überzeugung, dass die verfluchte Insel unter einem Banner geeint werden müsse, um für immer stark genug zu sein, dem Bösen zu trotzen. Er entzweite sich mit Fawn, da er die Vereinigung von Lodoss notfalls mit Waffengewalt erzwingen wollte, während Fawn, nun König von  Valis, den Frieden über alles stellte. Beld gebietet über das Zauberschwert Soul Crusher, welches er während des Kampfes mit dem Dämonengott erhielt.
Von seinem Wunsch nach Herrschaft und den Einflüsterungen Karllas getrieben, beginnt Beld schließlich einen Invasionsfeldzug gegen Lodoss. Gemeinsam mit seinem Hauptmann Ashram und dem Zauberer Vagnard führt er ein gewaltiges Heer gegen die nördlich von Marmo gelegenen Küstennationen Allania und Kanon.
Als Beld auch Valis angreift, stellt sich Fawn ihm entgegen. Inmitten einer gewaltigen Schlacht kommt es schließlich zum Duell der alten Gefährten: die Schlacht der Helden. Die beiden kämpfen erbittert und verwunden einander schwer, aber schließlich schlitzt Beld Fawn mit seiner Klinge auf. Ehe er sich jedoch des Sieges erfreuen kann, wird er von Karlla mit einer Lanze (im Manga ein Armbrustbolzen) durchbohrt, in die sogleich der Blitz fährt und ihn bei lebendigem Leibe röstet. Soul Crusher geht nach Belds Tod an Ashram, der sich zum neuen Herrscher Marmos aufschwingt.
Karlla (カーラ, Kāra)
Die Graue Hexe war einst einer der Sechs Helden von Lodoss. Durch Magie wurde ihre Seele an einen magischen Stirnreif gebunden, durch den sie relative Unsterblichkeit erlangte und die Kontrolle über den Körper eines jeden übernehmen konnte, der den Reif aufsetzte. Diese Unsterblichkeit und ihre Magie benutzte sie seit dem Untergang des Reichs der Magier, um zu verhindern, dass auf Lodoss jemals eine einzelne Macht die Vorherrschaft erlangt, da sie davon überzeugt war, dass Lodoss nur durch das Gleichgewicht zwischen den Mächten des Guten und des Bösen weiterexistieren könne.
Neese (d. Ä.) (ニース, Nīsu)
Die Hohepriesterin der Schöpfungsgöttin Marfa ist die Mutter von Leilia und Vertraute des silbernen Urdrachen Bramdo, der in einer Höhle unter ihrem Tempel nahe dem Dorf Tarba haust. Sie erfährt von Ashrams Vorhaben das „Zepter der Herrschaft“ an sich zu reißen und bittet so Parn um Hilfe. Sie stirbt wenig später aufgrund ihres Alters.
Wort (ウォート, Wōto)
Einst ein Heiler und Magier unter den Sechs Helden, wurde Wort später ein weiser Berater und Chronist, der aus dem Verborgenen über die Geschicke der verfluchten Insel wacht und sich des Öfteren Karlla in den Weg stellt.
Flebe (フレーベ, Furēbe)
Der tapfere Zwerg war als Krieger unter den Sechs Helden. Er war der letzte König des alten steinernen Königreiches, welches von Dämonen überrannt wurde. Dies war dann auch der Grund, warum er sich der Heldengruppe um Fawn und Beld anschloss. Er versuchte seine Ehre wiederherzustellen, die er durch seine Flucht aus dem Königreich während des Angriffs verloren hatte, indem er besagte Dämonen in seinem Königreich besiegte und die Gefallenen rächte. Bei diesem Unterfangen ließ er sein Leben.
Sein Name wird oft auch Fleve geschrieben.

### Parns Gemeinschaft
Die Romane, die Manga-Reihe Die graue Hexe sowie die Record of Lodoss War-OVA-Serie  befassen sich hauptsächlich mit dieser Gruppe von Charakteren, die sich um den jungen Ritter Parn und ebenfalls nach klassischem Rollenspiel-Schema bildet.
Parn (パーン, Pān)
Parn aus dem Dorf Tarba ist die zentrale Figur der meisten Geschichten von Record of Lodoss War. Er ist durchschnittlich groß, hat dunkelbraunes, kurzes Haar und eine durchschnittliche Statur. Er ist der Prototyp eines jungen, begabten, aber ungelernten Kriegers, der in die Welt hinauszieht und ein großer Held werden will. Er leidet unter den gehässigen Geschichten über seinen Vater, den heiligen Ritter Tessius, und wünscht sich nichts mehr, als ihn zu rehabilitieren. Mit seinen Gefährten kämpft er im zweiten Heldenkrieg gegen die Truppen von  Marmo und wird so zum Held. Er wird zum Idol der Jugend auf Lodoss. Parn lebt danach als freier Ritter weiter, d. h., er fühlt sich keinem Königreich, sondern nur ganz Lodoss verpflichtet. Er ist mit der Hochelfe Deedlit liiert. Er hilft unter anderem  Flaim vom Shooting Star zu befreien und kämpft mit der Befreiungsarmee gegen Marmo.
Deedlit (ディードリット, Dīdoritto, meist „Deedo“ oder im Englischen „Deed“ genannt)
Sie ist eine unsterbliche Hochelfe aus dem Verbotenen Wald mit langem, blondem Haar und spitzen Ohren. Sie verließ ihren Wald, um die Menschen besser kennenzulernen. Sie liebt die Natur und ist eine weltmeisterliche Fechterin. Auch beherrscht sie zahlreiche Zauber und kann Naturgeister zur Hilfe rufen. Obwohl sie sich den Menschen überlegen fühlt, verliebt sie sich im Laufe der Geschichte in Parn und wird seine treue Gefährtin und Ratgeberin – ihre Liebe wird in den romantisch angelegten Deedlit-Manga stärker thematisiert.
Deedlit war in der ursprünglichen Table-Top-Replay-Vorlage die Figur des Science-Fiction-Autors Hiroshi Yamamoto.
Eto (エト)
Als Priester der Göttin Faris ist er begabt in Heilungsmagie und in ganz Lodoss hoch angesehen. Nach den Ereignissen in Die graue Hexe heiratet er Fiana, die Tochter König Fawns und wird so der neue König von Valis. Er steht in engem Kontakt mit König Kashew und hilft der Befreiungsarmee, indem er den „Zauber des heiligen Krieges“ beschwört. Das ist ein Zauber, den nur der höchste Faris-Priester anwenden kann.
Slain (スレイン, Surein)
Er ist ein bescheidener, aber hochbegabter Zauberer aus Parns Heimatdorf Tarba und ein alter Freund des Zwerges Gim. Er besuchte die Magierakademie zusammen mit Vagnard. Die beiden schließen sich Parn und Eto an, als diese ausziehen, die Gründe für die immer stärkere Präsenz dunkler Mächte auf Lodoss zu ergründen. Slain heiratet später Marfas Hohepriesterin Leilia und sie schenkt ihm eine Tochter, die sie nach Leilias Mutter Neese nannten.
Gim (ギム, Gimu)
Gim ist ein etwas verschrobener Zwerg, der sowohl als Krieger als auch als Bergarbeiter tätig ist. Sieben Jahre vor den Ereignissen in Die graue Hexe wurde er bei einem Grubenunglück schwer verletzt. Neese (die Ältere) und ihre junge Tochter Leilia pflegten ihn gesund. Als Leilia Jahre später von Karlla besessen und entführt wird, schwört Gim, sie heil zurückzubringen und macht sich mit Slain auf die Reise. Als Tarba von den Goblins angegriffen wird, kommen beide zu Hilfe und schließen sich kurze Zeit später Parn an, für welchen er wie ein Mentor wird. Gim wird später beim erfolgreichen Versuch, Leilia vom Einfluss der Grauen Hexe zu befreien, getötet. Er besitzt eine besondere Axt, die Kampfaxt der Wiederkehr, welche, wenn sie geworfen wird, wieder zu ihrem Besitzer zurückkehrt. Sein Alter wird zwischen 175 und 220 Jahren geschätzt.
Leilia (レイリア, Reiria)
Die Tochter der Hohepriesterin Neese (der Älteren) diente selbst im Tempel der Göttin Marfa. Durch dunkle Umstände gerät sie in den Bann des Stirnreifs, der die Seele der Grauen Hexe Karlla in sich trägt. Die Hexe übernimmt den Körper der jungen Frau und richtet in dieser Gestalt allerlei Unglück an, bevor Gim den Stirnreif unter Einsatz seines Lebens von ihrer Stirn reißen kann. Danach tritt Leilia wieder in den Dienst Marfas und wählt den Magier Slain zu ihrem Gefährten. Nach dem Tod ihrer Mutter wird sie selbst Hohepriesterin und gebiert Slain eine Tochter, die sie Neese tauften.
Obwohl in der deutschen Synchronisation der OVA (anders bei den Untertiteln) so genannt, ist Leilia nicht Gims Tochter.
Woodchuck (ウッド・チャック, Uddo Chakku)
Woodchuck (meist „Wood“ genannt) ist ein kleiner Dieb und Falschspieler, der in der Festung Myce eingekerkert ist, als Parn und seine Gefährten dort eintreffen. Parn rettet Woodchuck, als Ashrams Truppen die Festung zerstören, und fortan folgt der einstige Dieb ihm und hilft bei manchen Schwierigkeiten. Schließlich jedoch wird Woods Schicksal entschieden: nach Leilias Befreiung entdeckt er den davongeflogenen Stirnreif von Karlla und wird zum neuen willenlosen Wirt der Grauen Hexe.
Orson (オルソン, Oruson)
Orson ist ein Berserker, ein Mensch, der von Hyuri, dem Geist des Wahnsinns, besessen ist. Er verdingt sich mit seiner Freundin und Kampfgefährtin Shiris, die er insgeheim liebt, als Söldner. Immer, wenn eine Frau in Gefahr ist (insbesondere Shiris), wird er vom Geist des Zorns ergriffen, verwandelt sich in einen Berserker und läuft Amok. Auf seiner Reise will er versuchen, sich von seinem Fluch zu lösen, was ihm letztendlich aber nicht gelingt. Letztendlich stirbt er.
Shiris (シーリス, Shīrisu)
Sie ist eine rothaarige Söldnerin mit losem Mundwerk, die mit ihrem Gefährten Orson durch Lodoss zieht, bis sie Parn trifft. Sie mag Orson mehr als sie zugibt. Da Orson jedoch wegen seines Fluches keine Gefühle erwidern kann, versucht sie ihn mit der starken öffentlichen Zuneigung zu Parn eifersüchtig zu machen, was mehr oder weniger misslingt. Sie merkt viel zu spät, was sie wirklich an ihm hatte. Später heiratet sie den Herzog von Highland in Moss und kämpft gegen den Urdrachen Nars.

### Sparks Gemeinschaft
In der Manga-Reihe Die Chroniken von Flaim und den darauf basierenden Chronicles of the Heroic Knight tritt die Gruppe um den jungen Helden Spark an die Stelle von Parn und seinen Gefährten, die mittlerweile als ältere und weiser gewordene Charaktere auftreten.
Spark (スパーク, Supāku)
Spark ist ein Sohn des Feuersund-Clans, dessen Anführer sein Vater war. Aus diesem Clan und dem Clan des Windes bestimmt das Volk von Flaim seinen König, und Spark gilt als König Kashews Wunschkandidat für dessen Nachfolge, obwohl er zu Beginn noch jung und unerfahren ist. Nachdem er einige Dunkelelfen dabei überrascht, wie sie die Schatzkammer von Flaim plündern, wird er mit einer Gruppe von Gefährten ausgeschickt, die Beute zurückzuholen. Dabei verstricken sie sich in die finsteren Pläne des Magiers Vagnard.
Neese (d. J.) (ニース, Nīsu)
Sie ist die Tochter von Leilia und dem Zauberer Slain, benannt nach ihrer Großmutter, der Hohepriesterin Neese. Sie folgt heimlich den Trupp um Spark und schließt sich letztendlich den sechs Kriegern an. Sie ist das „Tor“, welches Vagnard für die Erweckung der dunklen Göttin Kardis benötigt.
Aldo Nova (アルド・ノーバ, Arudo Nōba)
Aldo Nova ist ein Hünenhafter Magier aus Lodoss, der sich Spark und seinen Gefährten anschließt. Er war der Schüler von Slain und verpflichtet sich so auf die kleine Neese aufzupassen. Er übertreibt es manchmal mit dem Beschützen und verliert so manchmal das Wesentliche aus den Augen.
Garak (ギャラック, Gyarakku)
Garak tritt als Söldner im Auftrag von Kashew in Sparks Truppe ein. Wegen der Narbe auf der linken Wange wird er auch „die blaue Sternschnuppe“ genannt. Er soll mit Spark und den anderen Gefährten einen Schatz zurückerobern. Er zeigt offenkundig Interesse an der Diebin Laina. In Wirklichkeit ist er ein Adliger, der die Söldner überwacht. Dies wird jedoch erst gegen Ende der Animeversion wirklich klar. Er stirbt bei dem Versuch Spark Deckung zu geben, als er Neese befreien will.
Leaf (リーフ, Rīfu)
Leaf ist eine Halbelfe und wie Garak eine Söldnerin. Ihre Mutter war Abenteurerin und ihr Vater ein Hochelf. Trotz ihres großen Könnens in der Magie, beherrscht sie auch das Schwert und ist eine ernstzunehmende Gegnerin. Sie soll mit Spark und den anderen Gefährten einen Schatz zurückerobern. Sie kennt Garak schon länger und ist mehr als nur neidisch auf Laina.
Gribas (グリーバス, Gurībasu)
Gribas ist ein Zwerg und Myrii-Priester. Er schließt sich Sparks Truppe an. Er ist eine sehr gelassene Person und ist somit auch der Ruhepol der Truppe. Er hat viel Lebenserfahrung und wurde ebenfalls von Kashew geschickt um Spark zu unterstützen. Er versteht sich sowohl in der Magie wie auch mit dem Umgang der Streitaxt sehr gut. Er ist vorzugsweise ein Heiler.
Laina (ライナ, Raina)
Laina trifft, zusammen mit ihrem Freund Randy, auf fünf Dunkelelfen, die den Einbruch in Valis begingen. Ihr Freund wird bei diesem Zusammentreffen stark verwundet und stirbt wenig später. Sie verheimlicht Sparks Truppe, dass sie beide Diebe sind. Laina schließt sich den fünf an, um ihren Freund zu rächen. Sie verheimlicht ebenfalls, dass Garak ihr Herz gewonnen hat.

### Ashrams Gefolge
Ashram, dem Stellvertreter Belds, kommt in den späteren Zyklen und besonders in Legend of Crystania eine besondere Bedeutung zu. Die beiden treffen auf Prinz Raydon und „gründen“ eine neue Heldengemeinschaft.
Ashram (アシュラム, Ashuramu)
Ein mutiger Krieger von  Marmo, der Dämoneninsel, von Statur und wallendem, pechschwarzem Haar, der als Stellvertreter und Heerführer Imperator Belds dient. Der „Schwarze Ritter“, wie er auch oft genannt wird, ist seinem Herrn stets treu ergeben und sein Ziel ist es, die Menschen seiner Heimatinsel, welche von zahlreichen Dämonen bewohnt wird, in eine sicherere Heimat zu bringen. Dafür ist ihm jedes Mittel recht. An der Spitze von Belds Armee überrennt er Städte, Festungen und ganze Nationen, bis sich ihm Parn in den Weg stellt. Nach Belds Tod nimmt er „Soul Crusher“ an sich und wird selbst Herrscher von  Marmo. Er muss fortan über das Schicksal seines Volkes entscheiden.
Pirotess (ピロテース, Pirotēsu)
Sie ist eine ebenso schöne wie geheimnisvolle Dunkelelfe im Dienste der Truppen Marmos und die persönliche Adjutantin Ashrams. Sie lebt im Forsaken-Wald auf Marmo und betet die Götter Kardis und Falaris an. Obwohl sie, wie die meisten Elfen, die Menschen für eine niedere Rasse hält, imponieren ihr die Stärke und das Selbstbewusstsein ihres Vorgesetzten. Mit der Zeit verliebt sie sich in ihn und folgt ihm mit nahezu fanatischer Treue bis in den Tod. Sie war ebenso eine Späherin von Vagnard gewesen. Erst nach dem Kampf gegen Shooting Star zeigt sich ihre ganze Loyalität zu Ashram. Sie kann sowohl mit dem Rapier, wie auch mit Magie sehr gut umgehen. Sie tritt in Legend of Crystania auch als Sheeru auf und versucht in dem Anime Ashram von den Einflüssen des Gotttieres Crysania zu befreien.
Groder (グローダー, Gurōdā)
Groder ist ein Untergebener Ashrams, arbeitet jedoch insgeheim für Vagnard, was Ashram jedoch weiß. Später verlässt er Vagnards Dienste und schließt sich voll und ganz Ashram an.
Smedi (スメディ, Sumedi)
Sie ist eine hünenhafte Söldnerin und Sheeris’ große Feindin. Sehr oft zeigt sie ihr, wer die stärkere Frau ist.
Vagnard (バグナード, Bagunādo)
Er ist ein machthungriger Zauberer aus Marmo, dessen oberstes Ziel die Erlangung der Unsterblichkeit ist, indem er durch Aufnahme des Geistes der Göttin Kardis ein Untoter wird. Dieses Ziel erreicht er auch beinahe, in der OVA-Serie braucht er Deedlit, welche jedoch noch rechtzeitig von Parn gerettet wird und in Chronicles of the Heroic Knight wird die kleine Neese von Spark gerettet. Vagnard erreicht sein Ziel, Meister der Untoten zu werden, nur in Record of Lodoss War: Die Chroniken von Flaim.
Raydon
Er ist der Sohn von Lord Haven und Lady Meira und würde gerne ein großer Ritter werden. Doch erst als seine Familie durch Verrat fast völlig ausgelöscht wird, geht sein Wunsch nach und nach in Erfüllung.
Orville
Ein muskulöser, schwertschwingender Brutalo mit dem Auftrag, Lord Haven und seine Familie zu ermorden. Die Umstände zwingen ihn schon bald, seine Prioritäten zu ändern. Ihn begleitet das Waisenkind Rayfan.
Rayfan
Rayfan ist auf den ersten Blick ein wehrloses kleines Mädchen im Schatten des furchteinflößenden Orville, doch die magischen Fähigkeiten, die sie sich nach und nach aneignet, machen sie zu einem wahren Helfer in der Not.

## Weitere Charaktere

### Nebenfiguren
Estas
Er ist ein alter Freund aus Deedlits Klan im Elfenwald und besucht sie nach der Schlacht um Marmo. Von den Menschen hält er nicht viel, darum möchte er Deedlit zurück zu ihrem Volk bringen. Konflikte mit Deedos Lebensgefährten Parn sind daher vorbestimmt.
Fiana
Die Tochter von König Fawn und Prinzessin von Valis wurde von ihrem Vater zu seinem Nachbarn, König Kadmos VII., geschickt, um Verhandlungen für eine Allianz gegen  Marmo anzuregen. Auf dem Weg wurden sie und ihre Eskorte von Karlla angegriffen und beinahe getötet. Da sie zufällig vorbeikamen, konnten Parn und seine Gefährten die graue Hexe jedoch stellen, worauf sie ihnen Fiana unversehrt überließ. Nach Fawns Tod übergibt sie Parn dessen Schwert. Später vermählt sich Fiana mit Eto und macht ihn so zu Fawns Nachfolger.
Haven
Lord Haven ist der Vater von Prinz Raydon und ein sehr begabter Schwertkämpfer, er zieht es jedoch vor, Konflikte friedlich zu lösen. Als Verräter nach dem Leben seiner Familie trachten, wird ihm dies zum Verhängnis.
Hobb
Der Myrii-Priester an Kashews Hof ist auf der Suche nach dem wahren Helden. Er glaubte, er hätte ihn in König Kashew gefunden, wurde jedoch enttäuscht, als er erfuhr, dass Kashew Beld hinterrücks erschlagen hat. Er schließt sich Ashram daraufhin an und folgt ihm auf seinen Weg in ein neues Land.
Jebra
Hauptmann Jebra von der Armee von Allania ist der Kommandant der Festung Myce, als Parn und seine Gefährten dort irrtümlich eingesperrt werden. Als er in Eto einen Faris-Priester erkennt, lässt der Hauptmann sie sofort frei. Er lädt sie zu sich ein und bietet Parn an, ihn in Myce zum Ritter zu machen, aber da überfällt Ashram die Festung. In kurzer Zeit ist klar, dass der Kampf der Verteidiger aussichtslos ist. Jebra schickt Parn und die Anderen fort, um sich selbst einem letzten Duell mit Ashram zuzuwenden, der ihn fast beiläufig niedermetzelt.
Jebras Tod ist einer der Hauptgründe für Parns Hass auf Ashram.
Jester
Lord Jester herrscht über das westliche Königreich Moss, dass vom goldenen Urdrachen Maisen beschützt wird. Er ist auch der Kommandant der Drachenreiter von Moss, mit denen er König Kashew im Kampf gegen Marmo zu Hilfe kommt.
Kadmos VII.
Der König von Allania steht Einmischungen von außen sehr misstrauisch gegenüber. Als Belds Angriff auf Lodoss beginnt, lässt er die Grenzen sperren und die Tore der Hauptstadt Allan schließen.
Kanon
König Kanon ist der Herrscher des gleichnamigen Reiches im Südosten von Lodoss, das als erstes in Belds Hände fällt. Er weigert sich, einer förmlichen Kapitulation zuzustimmen und wird vom Imperator kurzerhand aus dem Weg geräumt.
Kashew
Kashew Anargue I, der Söldnerkönig von Flaim ist ein mutiger und überall hoch angesehener Krieger und Herrscher. Sein hochgewachsener Körperbau und seine scharfen, fast asketischen Gesichtszüge machen ihn für die Frauen sehr attraktiv, zumal er ein sehr begabter Tänzer ist. Für Parn, der ihn am Königlichen Hof von Valis kennen lernt, wird er eine Art Vaterfigur. Er hat sich die Aufgabe gestellt, Lodoss von der Besatzung Marmos zu befreien und die 7 Königreiche (Moss, Raiden, Flaim, Valis, Kanon, Marmo und Alania) mit einem Friedensabkommen zu vereinen.
Lasta
ist Herzog von  Allania und steht nach dem Bündnis mit  Kanon und  Marmo auf deren Seite. Er ist Machtbesessen und hat hinterrücks andere Pläne, um an die alleinige Herrschaft über Lodoss zu kommen. Nachdem er auf offenem Schlachtfeld gegen Kashews Truppen verliert, verbarrikadiert er sich in seiner Festung. Kashew stellt sich ihm dort entgegen und tötet ihn, womit Allania befreit ist.
Leona
Prinz Leona ist der rechtmäßige Thronfolger von Kanon, welches von Marmo besetzt ist. Mit der Befreiungsarmee setzte er den letzten vernichtenden Schlag gegen den Tyrannen Rabido.
Maar
Maar ist ein kleiner Wiesenkobold und Barde aus Raiden. Er führt sie zum Wasserdrachen Ebra und begleitet Parn auf dem Weg zum Feuerdrachen Shooting Star. Später begleitet er Ashram auf seinem Weg in eine neue Heimat.
Naneer
Sie ist die Hohepriesterin der dunklen Göttin Kardis. Sie starb, als das alte Königreich Kastuul unterging. Ihre Seele wurde in Leila wiedergeboren, die den Fluch an die kleine Neese weitergab.
Rabido
Ist der Statthalter des von Marmo besetzten Kanon. Er ist so tyrannisch, dass Ashram vom Konzil nach Kanon geschickt wird um Rabido abzulösen. Um dies zu verhindern, möchte er das Konzil milde stimmen, indem er die Befreiungsarmee besiegt. Dies misslingt ihm und er wird durch Prinz Leona getötet.
Seshiru
Seshiru ist ein Schüler von Slain und vertritt ihn als Dorfvorsteher, wenn dieser unterwegs ist. Er ist jedoch nur ein durchschnittlicher Zauberer, der oftmals zu schnell und unüberlegt handelt. Als  Marmo Allania und so auch Zaxon angreifen, ist er der Anführer der Verteidigungstruppen, die sich aber nach Tarba zurückziehen müssen. Seshiru hilft später dem neuen König Robes dabei, Allania neu aufzubauen.
Tessius
Parns Vater war ein Heiliger Ritter von Valis und enger Vertrauter König Fawns. Als dieser aus politischen Gründen gezwungen wurde, seine gerade geborene Tochter Fianna einem Verbündeten als Geisel zu stellen, bot Tessius an, sie zurückzuholen. Tessius fiel damit offiziell in Ungnade, ging an die Front und kam nie mehr zurück.

### Götter
Auf die Götter von Lodoss wird meist nur in Rückblicken Bezug genommen, einige von ihnen haben jedoch profunden Einfluss auf die Handlung. Im Folgenden werden nur die Hauptgötter erläutert:
Faris
Die Göttin des Lichts ist die oberste Gottheit von Lodoss, und obwohl sie vor Äonen im Krieg gegen Faralis zerschmettert wurde, lebt die Essenz ihrer Macht in jedem lebenden Wesen der Insel fort. Ihr dient die Bruderschaft der Faris-Priester, die durch sie ihre übernatürlichen Heilkräfte wirken kann.
Im Gegensatz zu Faris oder Pharis im Deutschen heißt sie in allen anderssprachigen Versionen (engl./franz.) Falis.
Faralis
Die schwarze Göttin der Finsternis wollte alles Leben der alten Welt auslöschen und führte einen wütenden Vernichtungskrieg gegen ihre Nemesis, die Lichtgöttin Faris. Sie vernichteten sich gegenseitig und beinahe die restliche Welt dazu.
Kardis
Die Göttin des Chaos und der Zerstörung, die seit Urzeiten nach der Vernichtung jeder Ordnung in der Welt trachtete, kämpfte als letzte Überlebende von Faralis Heer gegen die Schöpfungsgöttin Marfa. Das Duell der beiden zerschmetterte einen Teil des alten Kontinents Alecrast, aus dem dann Lodoss wurde, und die beiden Göttinnen versanken, vom Kampf aufgezehrt, in einen ewigen Schlaf. Äonen später wird Kardis vom tückischen Magier Vagnard wiedererweckt, der ihr seine Seele verkauft, um Unsterblichkeit zu erlangen.
Marfa
Die Göttin der Schöpfung und Erhaltung war die letzte überlebende Getreue der Lichtgöttin Faris; ihr gegenüber stand Kardis. Das Duell, das die beiden ausfochten, der sogenannte „Götterkrieg“, zerschmetterte einen Teil des alten Kontinents Alecrast, die Göttinnen versanken, vom Kampf aufgezehrt, in ewigen Schlaf.
Myrii
Ist der Gott des Krieges und der Gerechtigkeit. Er beschützt alle Krieger und ist neutral. Bekannte Verehrer sind der Priester Hobb und der Kampfmagier Gribas.
Hyuri
Der Geist des Wahnsinns und Ursprung der Berserker, die von ihm besessen sind. Als Beispiel ist hier Orson aufzuführen der sich wenn immer eine Frau in Gefahr ist in einen tobenden Krieger verwandelt, der nicht mehr zwischen Freund und Feind unterscheiden kann.
Sylph
Der Geist des Windes ist ein Freund aller Elfen; Seine Macht, in Maßen eingesetzt, richtet keinen großen Schaden an, Deedlit nutzt Sylphs Macht oft, um zu schweben oder große Sprünge zu machen. Sylphs Macht kann ebenfalls eingesetzt werden, um einen Bereich, durch Anhalten der Luftströmungen(Schallübertragung), in Stille zu hüllen.

### Drachen
In den verschiedenen Zyklen treten eine ganze Reihe von Drachen auf, von denen aber nur die so genannten Urdrachen, die mächtigsten Exemplare aus uralter Zeit, namentlich bekannt sind:
Abram
Der blaue Drache des Meeres ist ein Verbündeter von Nars und stellt Schiffen nach. Er bewacht auf dem Grund der See die Kristallkugel der Seele, ein Artefakt, welches Leben wiederherstellen kann.
Bramdo
Der alte, weiß-silberne Urdrache der Weisheit lebt seit Langem in den Höhlen unter dem Marfa-Tempel nahe Tarba. Er ist ein Mitbegründer der Zauberstadt Kastuul und guter Freund Maisens. Als Kastuul fällt, werden Bramdo und verschiedene andere Drachen in alle Ecken von Lodoss zerstreut um das Geheimnis von Kastuul zu wahren. Als er von der Hohepriesterin Neese (der Älteren) von seinem Bann befreit wird, schenkt er ihr den Stab des Lebens. Neese sandte diesen jedoch weiter nach Valis, wo er im Tempel von Falis aufbewahrt wird. Er berät Neese und ist ihr zugleich ein guter Freund. Seine Unterstützung gilt den Kräften des Guten. Auf Ashrams Suche nach dem Zepter der Herrschaft tötet dieser Bramdo, obwohl dieser keinen Schatz bei sich hat.
Maisen
Der goldene Urdrache von Moss ist ein Freund von Lord Jester und mächtigster Kämpfer für das Licht. Er unterstützt die Armeen von Lodoss gegen Marmo und tötet schließlich den schwarzen Drachen Nars.
Nars
Der schwarze Urdrache Nars war eine der schrecklichsten Bestien in Faralis Heer und immer eng mit der Chaos-Göttin Kardis verbunden. Er ist es, der zuerst ihr Erstarken wahrnimmt und die Mächtigen Marmos zu einem neuen Krieg anstachelt. Zu Beginn wartet er in seiner dunklen Höhle unter dem Palast des Imperators, ehe er schließlich hervorbricht und in einem gewaltigen Duell in den Wolken vom goldenen Urdrachen Maisen getötet wird.
Shooting Star
Der gewaltige rote Drache ist der größte der sechs Urdrachen von Lodoss und das gewaltigste Geschöpf, das die Helden im Verlauf der Saga zu Gesicht bekommen. Er nistet seit Urzeiten im Feuerdrachenberg und terrorisiert mit seinem Feueratem die Bewohner von Flaim. Auch häuft er unermessliche Schätze an, darunter das Zepter der Herrschaft.